# 新谷寿美香
新谷 寿美香（あらたに すみか）は、日本の翻訳家。
同志社女子大学英文学科を卒業。英米文学の翻訳を行っている。

## 翻訳
- 『パッチ・アダムスと夢の病院 - 患者のための真実の医療を探し求めて』（パッチ・アダムス、主婦の友社） 1999　ISBN 978-4072262245
- 『子供がいても、いなくても - 子供を持つことは、女性にとって本当に必要か』（マデリン・ケイン、ワニブックス） 2001　ISBN 978-4847014093
- 『黒髪のセイレーン』（リズ・カーライル（英語版）、ソニーマガジンズ） 2003　ISBN 978-4789721349
- 『キリストの遺骸』 上・下（リチャード・ベン・サピア、扶桑社） 2006、ISBN 978-4594051556　ISBN 978-4594051563
- 『秘密の巻物』（ロナルド・カトラー、イースト・プレス） 200年　ISBN 978-4872579895

### 「主婦探偵ジェーン」シリーズ
- 『カオスの商人』（ジル・チャーチル、創元推理文庫[1]）
- 『眺めのいいヘマ』（ジル・チャーチル、創元推理文庫）
- 『枯れ騒ぎ』（ジル・チャーチル、創元推理文庫）
- 『八方破れの家』（ジル・チャーチル、創元推理文庫）
- 『大会を知らず』（ジル・チャーチル、創元推理文庫）